# Corozal 1ra. Sección
Corozal 1ra. Sección är en ort i Mexiko.   Den ligger i kommunen Juárez och delstaten Chiapas, i den sydöstra delen av landet, 700 km öster om huvudstaden Mexico City. Corozal 1ra. Sección ligger 95 meter över havet och antalet invånare är 335.
Terrängen runt Corozal 1ra. Sección är platt, och sluttar norrut. Runt Corozal 1ra. Sección är det ganska glesbefolkat, med 43 invånare per kvadratkilometer. Närmaste större samhälle är Pichucalco, 17,5 km sydost om Corozal 1ra. Sección. Trakten runt Corozal 1ra. Sección består till största delen av jordbruksmark.